# Westrumite
Westrumite of eestrumiet is de naam van  een emulsie van aardpek in ammonia en harsachtige materialen. Het middel is oplosbaar in water.
Dit middel werd ontwikkeld door de in Berlijn woonachtige Nederlandse ingenieur Schade van Westrum en diende er toe om de stofontwikkeling op de wegen, ten gevolge van het zeer geleidelijk toenemende aantal automobielen, te bestrijden.
Vanaf 1900 werden er met dit middel proeven uitgevoerd. In 1904 werd het ook in Nederland getest. In 1911 werd de Boulevard Léopold (de huidige Leopoldstraat) te Antwerpen voorzien van een toplaag met Westrumite-asfalt.
De resultaten van behandeling met dit middel waren bevredigend, maar de prijs was erg hoog.

## Externe bron
- Verslag van de constructie van asfaltwegen, uit 1913[dode link]